# Затоны-2
Зато́ны-2 (бел. Затоны 2) — деревня в составе Рясненского сельсовета Дрибинского района Могилёвской области Республики Беларусь.

## Население
- 1999 год — 65 человек
- 2010 год — 2 человека